# دولت ایالات متحده در برابر یک بسته پساری از ژاپن
دولت ایالات متحده در برابر یک بسته پساری از ژاپن (سی‌ای‌آر دوم ۱۹۳۶ ) نام یک پرونده از پرونده های حوزهٔ قضایی دادگاه‌های استیناف در ایالات متحده آمریکا بود که در دادگاه استیناف حوزه دوم ایالات متحده آمریکا که شامل موضوع پیشگیری از بارداری می‌شد مطرح شد.

## پیشینه
در سال ۱۸۷۳ میلادی کنگرهٔ آمریکا لایحهٔ کامستاک را که واردات یا ارسال پستی «اقلام مستهجن» را منع می‌کرد به تصویب رساند.از لحاظ تفسیر قانونی «اقلام مستهجن» شامل ابزار پیشگیری ابزار پیشگیری از بارداری یا اطلاعات مربوط به پیشگیری از بارداری نیز می‌شد.در دههٔ ۱۹۳۰ مارگارت سنگر و کمیته ملی قانون فدرال برای پیشگیری از بارداری مذاکراتی را با کنگره جهت برگرداندن این قانون انجام دادند که با موفقیت همراه نبود.